# 태풍 아이사
태풍 아이사 (Typhoon Isa)는 1997년에 북서태평양에서 발생한 제1호 태풍이다. 1997년 태풍중 첫번째로 카테고리 5등급에 달하는 태풍이다.

## 같이 보기
- 1997년 태풍